# Кайрано
Кайрано (итал. Cairano) — коммуна в Италии, располагается в регионе Кампания, в провинции Авеллино.
Население составляет 392 человека (2008 г.), плотность населения составляет 28 чел./км². Занимает площадь 14 км². Почтовый индекс — 83040. Телефонный код — 0827.
Покровителем коммуны почитается святой Лев I, папа Римский, празднование 10 ноября.

## Демография
Динамика населения:

## Администрация коммуны
- Официальный сайт: http://www.comune.cairano.av.it